# Nuno Reis
Nuno Miguel Pereira Reis, né le 31 janvier 1991 à Morat, en Suisse, est un footballeur portugais, qui évolue au poste de défenseur central à Mohun Bagan Super Giant.
Il est international espoirs, et ancien capitaine de l'équipe nationale des moins de vingt ans, avec laquelle il atteint la finale de la Coupe du monde 2011 dans cette catégorie.

## Carrière

### En clubs
Nuno Reis naît en Suisse et suit ses parents lorsqu'ils rentrent au Portugal peu après. À l'âge de neuf ans, il s'inscrit à l'Associação Desportiva Recreativa Cultural Vasco da Gama, un club basé dans la ville de Fátima. Trois ans plus tard, il est repéré par des recruteurs du Sporting Portugal, un des deux grands clubs de la capitale, et rejoint l'Academia de Talentos, l'école de jeunes du club lisboète. Il passe les sept années suivantes dans les différentes équipes d'âge du club, remportant huit trophées, dont cinq titres de champion national. Lors de sa dernière saison, en 2009-2010, il est le capitaine de l'équipe. Il est également appelé à deux reprises dans le noyau de l'équipe première, sans toutefois monter sur le terrain.
En juin 2010, il est prêté pour un an au Cercle de Bruges, un club de première division belge, avec lequel le Sporting Portugal vient de démarrer un partenariat. Il rejoint ainsi la Venise du Nord en compagnie d'un autre espoir portugais, Renato Neto. Il s'impose rapidement dans le noyau brugeois, et trouve rapidement une place de titulaire. Il débute 32 matches de championnat et 6 matches de Coupe durant la saison, inscrivant un but. En fin de saison, son prêt est prolongé pour un an, et Nuno Reis conserve sa place importante dans l'effectif du Cercle.
En 2012-2013, il effectue son retour dans son club formateur, le Sporting CP où il intègre l'effectif de l'équipe B, avant d'être prêté au SC Olhanense, club évoluant en première division.
Après un nouveau prêt au Cercle Bruges en 2014, Nuno Reis s'engage gratuitement avec le FC Metz le 26 juin 2015. Il débute sous le maillot messin en étant titulaire dès la première journée de championnat, face au RC Lens (0-0).
Le 18 janvier 2021, il s'engage pour trois saisons en faveur du club australien de Melbourne City.

### En équipe nationale
Si Nuno Reis n'a pas à ce jour été appelé en équipe nationale portugaise, il a néanmoins joué dans toutes les sélections de jeunes, depuis les moins de 17 ans jusqu'aux espoirs. Lors de la Coupe du monde des moins de 20 ans 2011 en Colombie, il est le capitaine de l'équipe portugaise, qui atteint la finale de la compétition, battue par le Brésil.
Il fait ensuite ses débuts en espoirs, le dernier échelon avant les seniors, le 5 septembre 2011 en match amical face à la France.

## Statistiques
| Saison                | Club                  | Championnat           | Championnat | Championnat | Coupe nationale | Coupe nationale | Coupe de la Ligue | Coupe de la Ligue | Compétition(s) continentale(s) | Compétition(s) continentale(s) | Compétition(s) continentale(s) | Total | Total |
| Saison                | Club                  | Division              | M.          | B.          | M.              | B.              | M.                | B.                | Comp.                          | M.                             | B.                             | M.    | B.    |
| 2009-2010             | Sporting Portugal     | Primeira Liga         | -           | -           | -               | -               | -                 | -                 | C3                             | -                              | -                              | 0     | 0     |
| 2014-2015             | Sporting Portugal     | Primeira Liga         | -           | -           | -               | -               | -                 | -                 | C1                             | -                              | -                              | 0     | 0     |
| Sous-total            | Sous-total            | Sous-total            | -           | -           | -               | -               | -                 | -                 | -                              | -                              | -                              | 0     | 0     |
| 2010-2011             | Cercle Bruges (prêt)  | Division 1A           | 33          | 1           | 4               | 0               | -                 | -                 | C3                             | 0                              | 0                              | 37    | 1     |
| 2011-2012             | Cercle Bruges (prêt)  | Division 1A           | 24          | 0           | 2               | 0               | -                 | -                 | -                              | -                              | -                              | 26    | 0     |
| Sous-total            | Sous-total            | Sous-total            | 57          | 1           | 6               | 0               | -                 | -                 | -                              | -                              | -                              | 63    | 1     |
| 2012-2013             | SC Olhanense (prêt)   | Primeira Liga         | 21          | 0           | 3               | 0               | 1                 | 0                 | -                              | -                              | -                              | 25    | 0     |
| Sous-total            | Sous-total            | Sous-total            | 21          | 0           | 3               | 0               | 1                 | 0                 | -                              | -                              | -                              | 25    | 0     |
| 2013-2014             | Cercle Bruges (prêt)  | Division 1A           | 12          | 0           | -               | -               | -                 | -                 | -                              | -                              | -                              | 12    | 0     |
| Sous-total            | Sous-total            | Sous-total            | 12          | 0           | -               | -               | -                 | -                 | -                              | -                              | -                              | 12    | 0     |
| 2015-2016             | FC Metz               | Ligue 2               | 27          | 0           | 2               | 0               | 2                 | 0                 | -                              | -                              | -                              | 31    | 0     |
| Sous-total            | Sous-total            | Sous-total            | 27          | 0           | 2               | 0               | 2                 | 0                 | -                              | -                              | -                              | 31    | 0     |
| 2016-2017             | Panathinaïkós         | Super League          | 21          | 0           | 8               | 1               | -                 | -                 | C3                             | -                              | -                              | 29    | 1     |
| 2017-2018             | Panathinaïkós         | Super League          | 4           | 0           | 2               | 0               | -                 | -                 | C3                             | 2                              | 0                              | 8     | 0     |
| Sous-total            | Sous-total            | Sous-total            | 25          | 0           | 10              | 1               | -                 | -                 | -                              | 2                              | 0                              | 37    | 1     |
| 2017-2018             | Vitória Setúbal       | Primeira Liga         | 12          | 0           | -               | -               | -                 | -                 | -                              | -                              | -                              | 12    | 0     |
| 2018-2019             | Vitória Setúbal       | Primeira Liga         | 3           | 0           | -               | -               | -                 | -                 | -                              | -                              | -                              | 3     | 0     |
| Sous-total            | Sous-total            | Sous-total            | 15          | 0           | -               | -               | -                 | -                 | -                              | -                              | -                              | 15    | 0     |
| 2018-2019             | Levski Sofia          | Parva liga            | 25          | 1           | 2               | 0               | -                 | -                 | -                              | -                              | -                              | 27    | 1     |
| 2019-2020             | Levski Sofia          | Parva liga            | 19          | 0           | 2               | 0               | -                 | -                 | C3                             | 4                              | 0                              | 25    | 0     |
| Sous-total            | Sous-total            | Sous-total            | 44          | 1           | 4               | 0               | -                 | -                 | -                              | 4                              | 0                              | 52    | 1     |
| 2020-2021             | Melbourne City        | A-League              | -           | -           | -               | -               | -                 | -                 | LDCA                           | -                              | -                              | 0     | 0     |
| Sous-total            | Sous-total            | Sous-total            | -           | -           | -               | -               | -                 | -                 | -                              | -                              | -                              | 0     | 0     |
| Total sur la carrière | Total sur la carrière | Total sur la carrière | 201         | 2           | 25              | 1               | 3                 | 0                 | -                              | -                              | -                              | 229   | 3     |